# Ichijō Kaneyoshi
Ichijō Kaneyoshi est un nom japonais traditionnel ; le nom de famille (ou le nom d'école), Ichijō, précède donc le prénom (ou le nom d'artiste).
Ichijō Kaneyoshi (一条 兼良), 7 juin 1402 - 30 avril 1481, aussi connu sous le nom Ichijō Kanera, est le fils du régent Tsunetsugu. Kugyō, il appartient à la noblesse de cour japonaise de l'époque Muromachi (1336–1573). Il occupe les positions de régent sesshō en 1432 et kampaku de 1447 à 1453 et de 1467 à 1470. Norifusa et Fuyuyoshi sont ses fils. Une de ses filles, Keishi (経子), épouse Takatsukasa Masahira.
Avant la guerre d'Ōnin, « il jouit du respect universel pour son érudition, est à la tête d'une grande et prestigieuse famille et possède peut-être la plus belle bibliothèque de l'époque ». Kaneyoshi s'enfuit à Nara où son fils est abbé du monastère Kōfuku-ji. Il y reste 10 ans avant de retourner à la capitale.
En 1478 (Bunmei 10), Kanera publie Bummei ittō-ki (Sur l'unité du savoir et de la culture) qui traite de l'éthique politique et de six points consacrés aux devoirs du prince.

## Biographie
Ichijō Kaneyoshi est le fils d'Ichijō Tsunetsugu (1358–1418), troisième fils de Nijō Yoshimoto. Son père occupe trois fois la fonction de kampaku et conseiller d'Ashikaga Yoshimitsu. Sa mère († 1421) est une fille de Higashibōjō Hidenaga (1333–1411). Elle n'est certes pas la première mais de toute évidence l'épouse principale de Tsunetsugu.
Comme il est habituel pour les membres de sa classe, il reçoit un rang de cour dès la petite enfance et des locaux associés où il est promu rapidement. La première nomination du garçon de onze ans a lieu le 24 décembre 1412 (après le cinquième rang) et à 15 ans (le 6 janvier 1416) il a déjà atteint le deuxième rang. Après la mort de son père en 1418, sa vaste connaissance des classiques l'aide à tenir tête aux concurrents d'autres familles de haut rang tel que Konoe Fusatsugu.
Au cours du quatrième mois de 1424 il est nommé « chancelier de la droite ». L'année suivante, il est nommé au premier rang de cour. Peu de temps après l'intronisation du shogun Ashikaga Yoshinori en 1429, Kaneyoshi est nommé à la fonction de « chancelier de la gauche ». Il faut attendre 1431 pour que des liens plus étroits avec le détenteur du pouvoir se développent. Ce n'est qu'à partir de cette période que sa nomination comme régent (13 août 1432) devient possible. Kaneyoshi est cependant évincé de ce poste 74 jours plus tard pour laisser Nijō Mochimoto l'occuper à nouveau.
Pendant les années suivantes, il est juge lors de concours de poésie et participe à la compilation de l'anthologie impériale Shinzokukokinshū (achevée en 1439) dont il rédige la préface. Il se consacre par ailleurs à  son activité littéraire et organise en 1443 une fête de waka. Son absence à la cour ralentit également l'ascension de son fils Norifusa.
Après la mort du shogun Ashikaga Yoshikatsu âgé de 10 ans (1445) qui avait succédé à son père Yoshinori le 23 juin 1441 après son assassinat alors qu'il était en fonction, Kaneyoshi redevient politiquement actif. Avec le soutien en coulisses de Hino Shigeko, mère de Yoshikatsu, il parvient à être nommé Grand Chancelier au Nouvel An 1446. Au moyen d'autres manœuvres, il réussit à évincer Konoe Fusatsugu de la position de régent et devient de nouveau régent auto-désigné le 15 juin 1447. Il démissionne de la fonction de chancelier en 1450. Son deuxième mandat en tant que régent se termine au quatrième mois de 1453 et à l'été, il est officiellement équivalent aux impératrices  (jusangū).
Kaneyoshi, qui a déjà atteint un âge avancé pour l'époque, consacre les années qui suivent aux études et à ses œuvres littéraires. Les catastrophes des années 1460 à 1462, qui correspondent à la période de régence de son fils, ne le troublent pas. Comme Hino Katsumitsu, qui demeure dans une maison située sur le terrain de la résidence d'Ichijō, parvient à accéder à une fonction et à un rang de cour auxquels sa naissance ne le destine pas, il est soutenu par Kaneyoshi. Afin d'éviter que Nijō Mochimichi soit en mesure de transmettre son poste de régent directement à son fils, Kaneyoshi essaye d'abord de faire reconduire Norifusa. Il échoue dans cette entreprise face à l'opposition des autres nobles de la cour, aussi est-il lui-même appelé à occuper cette fonction pour la troisième fois le cinquième mois de 1467. La situation dans la capitale se détériore rapidement, les différentes fractions de la classe des guerriers se tiennent en face les unes des autres.
Après le début de la guerre d'Ōnin (Ōnin no ran; 26 mai 1467), il envoie sa famille en sureté et lui-même s'enfuit en compagnie de Masafusa après que le mois suivant une grande partie de Kyoto est incendiée, d'abord dans le quartier Zuishin-in. Peu de temps après, la résidence d'Ichijō est la proie des flammes et l'importante bibliothèque est pillée. En 1468, il s'enfuit alors à Nara, première fois qu'un régent en fonction quitte la capitale.
Son fils Jinson, abbé à Nara, installe d'abord son père dans le luxueux Jōju-in. Comme aucun revenu (financier) n'est à attendre, Kaneyoshi envoie Norifusa et les siens dans une propriété familiale située dans la province de Tosa. C'est de là que se développe la lignée latérale « Tosa Ichijō ». Autant que possible, il a pris ses fonctions de régent « éloigné » encore au sérieux mais il passe la plupart de son temps en compagnie de poètes et de autres courtisans qui ont fui. Étant donné que son absence de la capitale se prolonge, il est forcé d'abandonner sa fonction, ce qu'il fait le 21 juillet 1470.
Les années qui suivent sont consacrées à ses études après qu'il est, même brièvement, retourné dans la capitale en 1470. Au cours du cinquième mois de 1473, il décide de se rendre, accompagné de son fils Gembō, à Mino, où son épouse principale Higashi no Onkata séjourne au domaine de Saito Myōchin depuis plusieurs années. Après une semaine, la mauvaise nouvelle de la mort de Hosokawa Matsumoto le contraint à retourner à Nara. Le mois suivant (25 juin 1472), il est ordonné moine laïque Kakukei. Dix jours plus tard, sa femme tombe malade et décède à Mino le 12 novembre 1472 - moins d'une semaine avant qu'il n'entre dans les ordres.
Immédiatement après la fin des hostilités dans la capitale, il s'y rend juste avant le Nouvel An 1478 à l'invitation de Hino Tomiko. Comme la résidence de la famille est complètement détruite, il se réfugie au Myōkan-en. Un de ses vassaux fournit une « maison » à la famille (taille : 7 × 3 ken, environ 68 m2). Il gagne sa vie au moyen de conférences. Il lui est encore possible de promouvoir la carrière de son fils Fuyuyoshi auprès de la cour. Afin de financer une bonne cérémonie d'investiture pour son fils, Kineyoshi qui a maintenant 78 ans et est malentendant, se rend à Asakura dans la province d'Echizen. Sa tentative d'y souscrire un emprunt échoue.
Ichijō Kaneyoshi décède à 78 ans le 4 février 1481. Il avait demandé qu'une tombe soit bâtie au sein du Tōfuku-ji mais les fonds pour ce faire ne sont disponibles qu'en 1492.

### Œuvre
Ses traités sur la politique Bummei-ittōki et Shōdan-chiyō sont importants. Environ la moitié de ses écrits encore existants traitent de l'étiquette de cour, des anciennes coutumes et traditions (yūsoku Kojitsu, Kuji Kongen, Nihon Shoki Sanso...) etc. Par ailleurs il commente les genji- par exemple le Ise monogatari et le Kokin wakashū. Toutefois, il écrit également, ce qui est exceptionnel pour son temps et sa classe, des manuels portant par exemple sur le jeu de go. Cette production littéraire est nécessaire pour son entretien en 1470.

### Économie
Comme celle de tous les nobles de cour, surtout après la guerre d'Ōnin, la situation économique de la famille qui tirait des revenus de 53 propriétés à la fin de l'époque de Kamakura, a gravement empiré. Une coutume instaurée selon les règles de Kaneyoshi pour son fils met encore 12 postes à sa disposition. Il perçoit par ailleurs des revenus locatifs d'environ 40 chō (町) dans la capitale. Les revenus provenant des postes de cour sont négligeables. En 1470, le poète renga Sōgi (Hōshi) reçoit un soutien financier des daimyos des provinces. Kaneyoshi tire également des revenus en tant que professeur pour les membres de la classe des guerriers et en copiant des livres rares. Une méthode pour améliorer les finances de la famille consiste à faire naître des enfants à titre posthume dans les temples sous le contrôle de la famille (kanryō), où ils accèdent en raison de leur haute naissance à des postes de direction, ce qui leur permet de soutenir leurs familles hors la propriété du temple. Jinson (1430-1508) en tant qu'abbé du Daijō en, soutient toute sa famille lors de leur exil à Nara.

### Famille
Sont connus les descendants en ligne directe suivants :

#### Frères et sœurs
- Yoshitada, plus tard appelé Tsunesuke (一條經輔), son frère aîné qui abandonne ses fonctions pour cause de maladie ; moine en 1416.
- Yūgen abbé du Zuishin-in, mort en 1452
- Unshō Ikkei (1386–1463), moine zen, à la tête de plusieurs temples
- Tōgaku Chōkin, frère aîné d'une concubine. Moine zen. Voyage en Chine.
- Ryōzai, moine, également daisōzu.
- Au moins deux sœurs, l'une est abbesse du Umezu Zenshin-in.

#### Épouses
1. Higashi no Onkata (1404–73, nom posthume Shōrinji-dono). Fille de Nakamikado Nobutoshi. Épouse principale, mère de 15 enfants. Accompagne Kaneyoshi à Nara mais sa santé décline à Mino où elle décède peu de temps après sa visite en 1473.
2. Ie no Nyōbō, dame de maison qui devient sa maîtresse ; 3 enfants.
3. Dainagon no Tsubone, fille de Minamoto Yasutoshi ; 4 enfants.
4. Gon-Chūnagon no tsubone (1442–90; = Sanjō no Tsubone), fille d'un obligé, Machi Akisato (décès en 1479) ; mère des quatre plus jeunes enfants.

#### Enfants
Au moins 26 :
de Higashi no Onkata:
1. Norifusa (一條教房; 1423–80). Héritier principal.
2. Sonshū Ni, abbesse du Ichijō-in à Yawata.
3. Kyōken (mort en 1449 à environ 25 ans), abbesse au Hōchi-in, également sōjō.
4. Junge, mort en bas âge.
5. Jinson (1430–1508) abbesse au Daijō-in, aussi daisōjō, directeur du Kōfuku-ji.
6. Fille, née au Umezu Zenshin-in.
7. Gembō, protégé par Yūgen, dont il est le successeur au Zuishin-in. Grand prêtre au Tōji et au Tōdai-ji, également daisōjō. Probablement le fils préféré de Kaneyoshi ; décédé peu de temps après lui en 1481.
8. Fils, né au Tofuku-ji, mort en bas âge.
9. Fils, mort en bas âge.
10. Fils, mort en bas âge.
11. Shūkō Ni, nonne au Saga Keirin-ji.
12. Ryōchin, abbé au Manshu-in, aussi daisōjō.
13. Kanchō (1441–71), abbé au Jitsujō-in, aussi gonsōjō. Décède à Nara tandis que son père réside au Daijo-in.
14. Jiyō abbé du Chokushi-in.
15. Ryōkō Ni, successeure de sa sœur Kaneyoshi comme abbesse duUmezu Zenshin-in. Accompagne sa mère à Mino.

de Ie no Nyōbō :
1. Kōchi Ni, nonne au Kōdai-ji de Nara.
2. Fille, morte en bas âge.
3. Keijo (1450–77). Adopté par le prince impérial Fushimiyinomiya Sadafusa, père du tennō Hikohito (nom posthume Go-Hanazono). Moine au cloître de Sōō à Yamazaki. Mort au Shibayama-dera (Kaga) au cours de la guerre d'Ōnin.

de Dainagon no Tsubone :
1. Shūken Ni, abbesse du Hokkeji à Nara.
2. Tsuneko, accompagne son père à Nara où il se marie avec Takatsukasa Masahira.
3. Sonkō Ni, (1459), nonne au Jūshin-in.
4. Sōhō Ni, (= Keirinji-dono), nonne.

de Gon-Chūnagon no tsubone:
1. Fuyuyoshi (一條冬良; 1464–1514). Deuxième plus jeune fils de Kaneyoshi, entre dans la patrimoine de Norifusa après que son fils a été tué, mais élevé par Kaneyoshi à Nara. Kampaku (1488–93 et 1497–1501) aussi Dajo-daijin. Connu comme érudit. Adopte Fusamichi pour assurer la lignée Tosa.
2. Seison (mort en 1481, peu de temps après son père) Moine au Enman-in, plus tard abbé d'un temple proche du Todai-ji.
3. Fille, (morte en 1472 à Nara, Kaneyoshi a 70 ans), née au Umezu Zenshin-in.
4. Fille, (morte en 1476), fils adoptif de Hino Tomiko, épouse d'Ashikaga Yoshimasa. Nonne au Honko-in du Hōkyō-ji.

## Source de la traduction
- (de)/(en) Cet article est partiellement ou en totalité issu des articles intitulés en allemand « Ichijō Kaneyoshi » (voir la liste des auteurs) et en anglais « Ichijō Kaneyoshi » (voir la liste des auteurs).